# Wilfried Detering
Wilfried Detering (* 7. Juli 1939 in Hillegossen; † 1. Februar 2017 in Bielefeld) war ein deutscher Rassegeflügelzüchter, Verbandsfunktionär und Fachautor.

## Leben
Detering war gelernter Elektrotechniker. Beeinflusst von seinem Großvater und Vater widmete er sich bereits im Kindesalter der Rassegeflügelzucht. Er wurde im Alter von acht Jahren Mitglied des Rassegeflügelzuchtvereins seiner Heimatstadt. Gemeinsam mit seinem Vater, mit dem er die Zuchtgemeinschaft Detering und Sohn bildete, nahm er erfolgreich an nationalen und internationalen Zuchtschauen teil. Der Fokus der Zuchtgemeinschaft lag dabei auf Zwerg-Plymouth-Rocks, Silberbrakeln und Deutschen Schautauben sowie ab den 1960er-Jahren auch auf Modernen Englischen Zwerg-Kämpfern, die er in blau-birkenfarbig, blau-orangebrüstig, blau und schwarz herauszüchtete. Mehrfach wurde Detering mit seinen Rassen Deutscher Meister sowie Bundessieger.
Ab 1956 war Detering in zahlreichen Rassegeflügelzuchtvereinen in höheren Positionen aktiv, darunter als Vizepräsident des Pool Poltry Club Cornwall/England und 40 Jahre im Vorsitz des Stadtverbandes Bielefeld. Im Bund Deutscher Rassegeflügelzüchter war er mehrere Jahrzehnte lang im Tierschutzbeirat und dem Öffentlichkeitsausschuss tätig und wurde anlässlich seines 60. Geburtstages zum Ehrenmeister des BDRG ernannt. Außerdem war er Ehrenmitglied im 1. Hühnerologischen Verein Robert Oettel in Görlitz, des Modern Game Bantam Club England, des Schweizer Kämpfer-Geflügel-Züchter Clubs und anderen.
Detering war von 1971 bis 2013 als Preisrichter der Gruppen B, C, D und F für schwere und leichte Hühnerrassen, Zwerghühner sowie Formen- und Huhntauben tätig, wobei er nicht nur in Deutschland bei Großschauen aktiv war, sondern auch international in Europa, den USA, Asien und Südafrika. Im Jahr 2008 erhielt er die Ehrenurkunde der Royal Cornwall Agricultural Association für seine Tätigkeit als Preisrichter der Royal-Cornwall-Show.
Ab den 1970er-Jahren brachte Detering verschiedene Sachbücher heraus, die sich mit der Rassegeflügelzucht beschäftigten. Für Schulen entwarf er Unterrichtungsposter wie Stammbaum der Rassehühner, Zwerghühner, Gänse und Zwerg-Kämpfer oder Vom Ei zum Küken, das 2003 in einer Auflage von 123.000 Exemplaren erschien. Detering setzte sich aktiv für die artgerechte Haltung der Tiere, gegen Tierquälerei und Massentierhaltung ein und unterstützte unter anderem Entwicklungsprojekte mit Rassegeflügel in Tansania und Brasilien sowie den Wiederaufbau der Geflügelzucht in Bosnien nach Ende der Bosnienkriege. Im Jahr 1986 erhielt er das Bundesverdienstkreuz am Bande für sein soziales Engagement. Die Presse nannte ihn „Ostwestfalens Geflügel-Papst“. Unter dem Titel Der Hühner-Baron widmete das ZDF Detering 2008 eine Reportage.
Im Jahr 2013 erlitt Detering einen Schlaganfall, war in der Folge auf den Rollstuhl angewiesen und trat von zahlreichen seiner Posten in Rassegeflügelzuchtvereinen zurück. Im Jahr 2015 gab er nach 40 Jahren den Vorsitz des Stadtverbandes der Rassegeflügelzüchter in Bielefeld auf und wurde zum Ehrenvorsitzenden des Vereins ernannt. Detering verstarb 2017 und wurde auf dem Friedhof Stieghorst beigesetzt.

## Ehrungen
- 1986:  Verdienstkreuz am Bande des Verdienstordens der Bundesrepublik Deutschland

## Publikationen (Auswahl)
- 1976: Zwerg-Kämpfer: mein Hobby
- 1983, 2004: Kämpfer und Zwergkämpfer der Welt
- 1985: Plymouth Rocks und Zwerg-Plymouth Rocks
- 1986: 125 Jahre Geflügelzucht in Westfalen
- 1986–2016: Hobby mit Pfiff (Kalender, jährlich)
- 1992, 1998: Tauben (mit Curt Vogel, Marianne Vogel, Maik Löffler, Karl Stauber)
- 2010: Rassegeflügel verbindet die Völker